# I Wanna
«I Wanna» (англ. Я хочу) — пісня в виконанні латвійської співачки Марії Наумової, з якою вона здобула перемогу на конкурсі пісні «Євробачення 2002», який пройшов у Талліні, Естонія. Авторами пісні є  Марія Наумова та Маратс Самаускіс. 

## Трек-лист
| Digital download | Digital download                      | Digital download |
| #                | Назва                                 | Тривалість       |
| ---------------- | ------------------------------------- | ---------------- |
| 1.               | «I Wanna» (Radio Version)             | 3:01             |
| 2.               | «I Wanna» (Pedro Pub Mix)             | 3:32             |
| 3.               | «I Wanna» (Salsa Version)             | 3:44             |
| 4.               | «I Wanna» (Marie N Featuring DJ Dust) | 3:46             |
| 5.               | «I Wanna» (Dance Mix)                 | 4:01             |

## позиції в чартах
| Чарт (2002)                 | Найвища позиція |
| --------------------------- | --------------- |
| Бельгія (Ultratip Flanders) | 15              |